# Caja Segovia FS
Caja Segovia FS is een futsalclub uit het Spaanse Segovia.
De club is opgericht in 1979 en hun thuisstadion is Pabellón Pedro Delgado met de capaciteit van 2.800 toeschouwers.
De belangrijkste sponsor is Caja Segovia.